# Parachordeumium bocqueti
Parachordeumium bocqueti is een eenoogkreeftjessoort uit de familie van de Chordeumiidae. De wetenschappelijke naam van de soort is voor het eerst geldig gepubliceerd in 1979 door Goudey-Perrière.